# Setlist: The Very Best of Kansas Live
Setlist: The Very Best of Kansas Live es un álbum recopilatorio de la banda estadounidense de rock progresivo Kansas y salió a la venta en el año 2010.  Fue publicado por la discográfica Sony Music Entertainment.
Este compilado enlista canciones de la banda ejecutadas en directo, las cuales se encuentran en las reediciones de 2004 de los álbumes Kansas, Song for America  y Leftoverture del año 2001 y también se incluyeron algunos temas del disco en vivo Two for the Show. Además de estas melodías, se numeran versiones inéditas de «Dust in the Wind» y «Play the Game Tonight», grabadas en 1980 y 1982 respectivamente.

## Lista de canciones
| Side one |                         |                                                              |          |  |
| N.º      | Título                  | Escritor(es)                                                 | Duración |  |
| 1.       | «Child of Innocence»    | Kerry Livgren                                                | 7:49     |  |
| 2.       | «Paradox»               | Steve Walsh / Livgren                                        | 4:09     |  |
| 3.       | «Lonely Street»         | Walsh / Rich Williams / Dave Hope / Phil Ehart               | 8:22     |  |
| 4.       | «Cheyenne Anthem»       | Kerry Livgren                                                | 6:43     |  |
| 5.       | «Dust in the Wind»      | Kerry Livgren                                                | 5:51     |  |
| 6.       | «Down the Road»         | Walsh / Livgren                                              | 3:46     |  |
| 7.       | «Play the Game Tonight» |                                                              | 3:59     |  |
| 8.       | «Bringing It Back»      | J.J. Cale                                                    | 9:20     |  |
| 9.       | «Carry On Wayward Son»  | Kerry Livgren                                                | 4:44     |  |
| 10.      | «Magnum Opus»           | Walsh / Livgren / Robby Steinhardt / Williams / Hope / Ehart | 8:59     |  |

## Créditos
- Steve Walsh — voz principal, coros y teclados
- Kerry Livgren — guitarra y teclados
- Robby Steinhardt — voz principal, violín y coros
- Rich Williams — guitarra
- Dave Hope — bajo
- Phil Ehart — batería